# Sanctuary Glacier
Sanctuary Glacier är en glaciär i Antarktis. Den ligger i Västantarktis. Nya Zeeland gör anspråk på området. Sanctuary Glacier ligger 1 337 meter över havet.
Terrängen runt Sanctuary Glacier är kuperad söderut, men norrut är den bergig. Trakten är obefolkad. Det finns inga samhällen i närheten. 